# اوسوایا
اوسوآیا (به اسپانیایی: Ushuaia) شهری در کشور آرژانتین، استان تیرا دل فوئگو است که در سال ۲۰۰۹ میلادی، حدود ۶۴٬۰۰۰ نفر جمعیت داشته‌است.
این شهر به جنوبی‌ترین شهر کرهٔ زمین مشهور است.

## نگارخانه

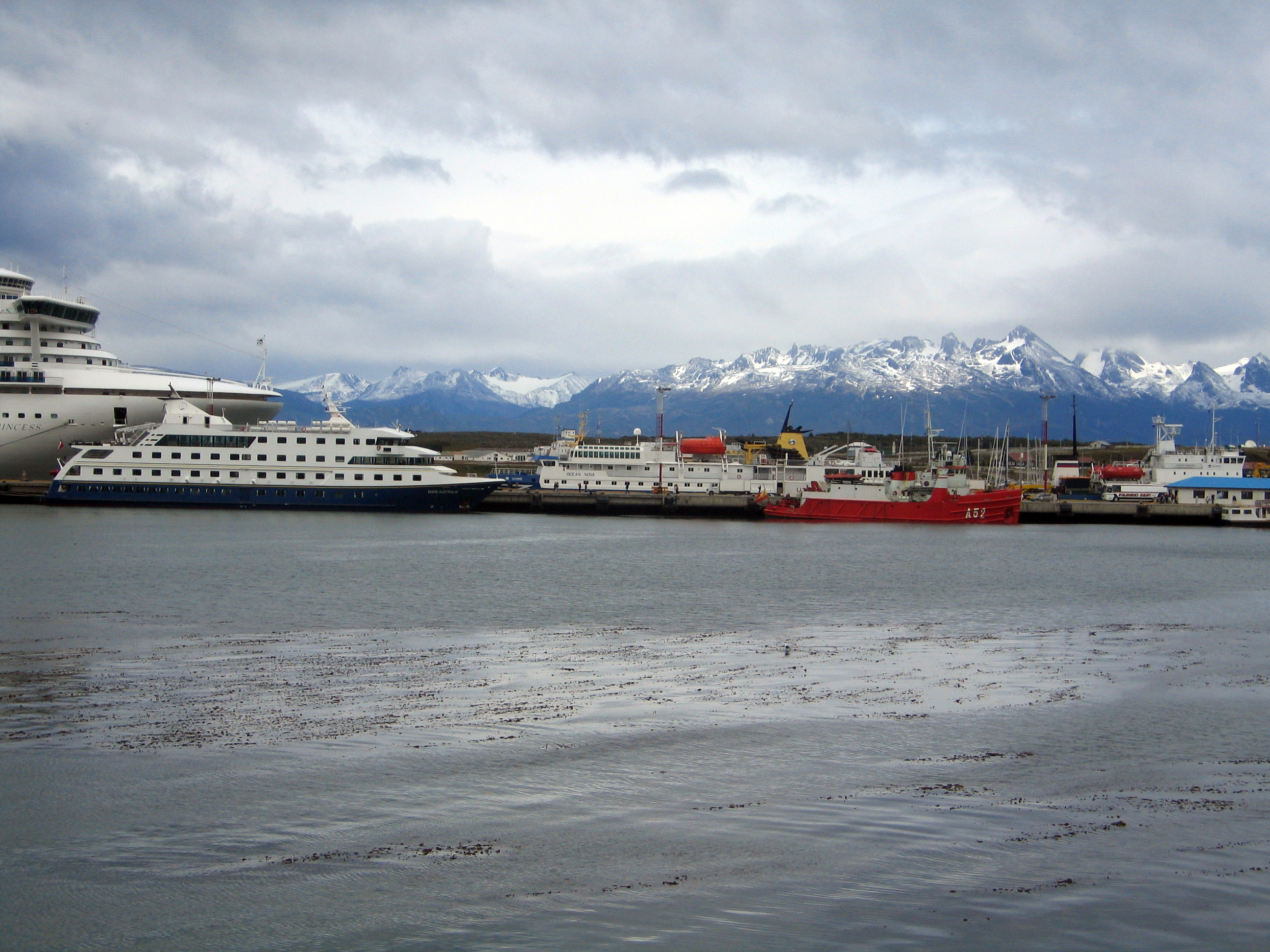
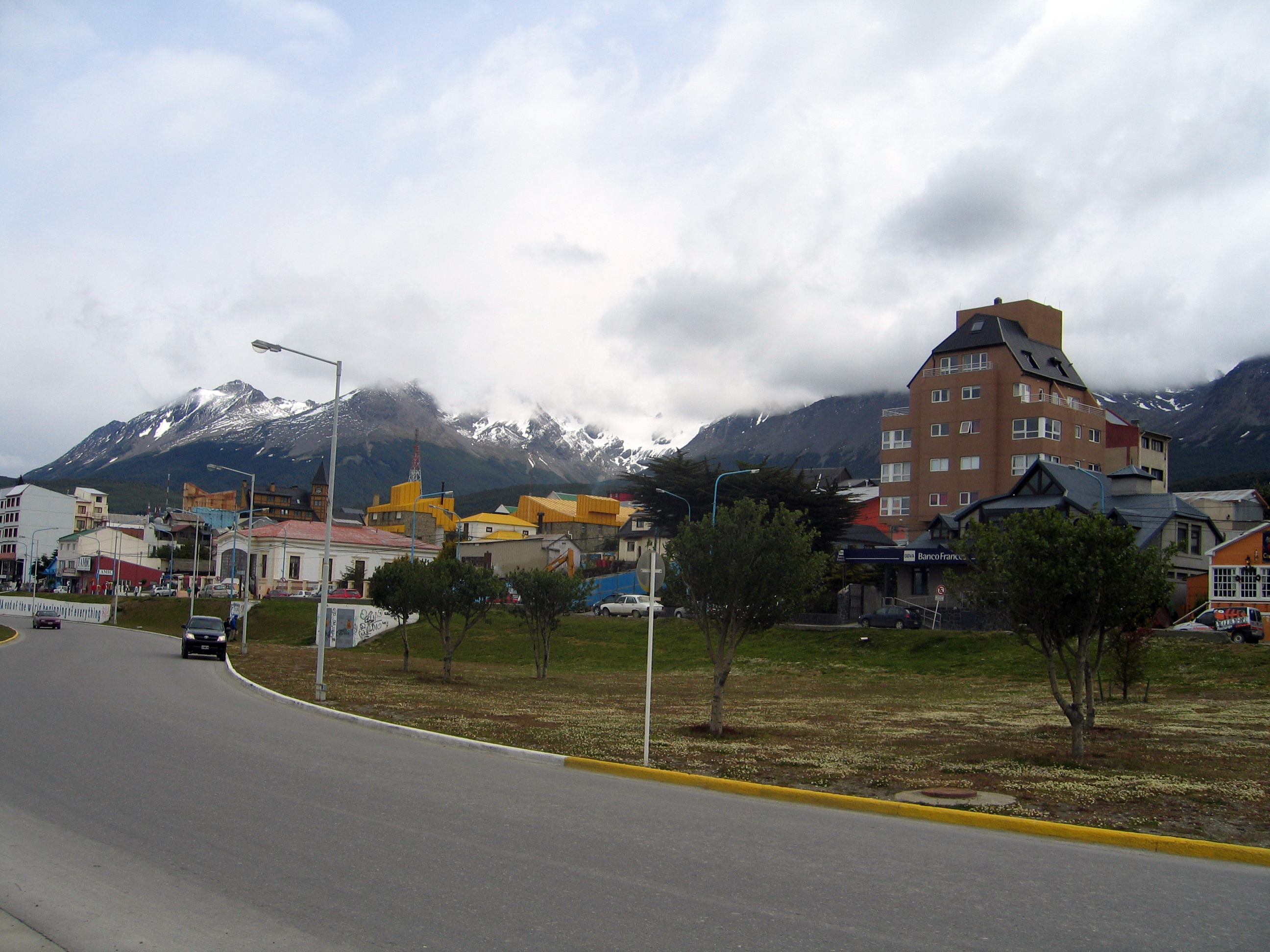
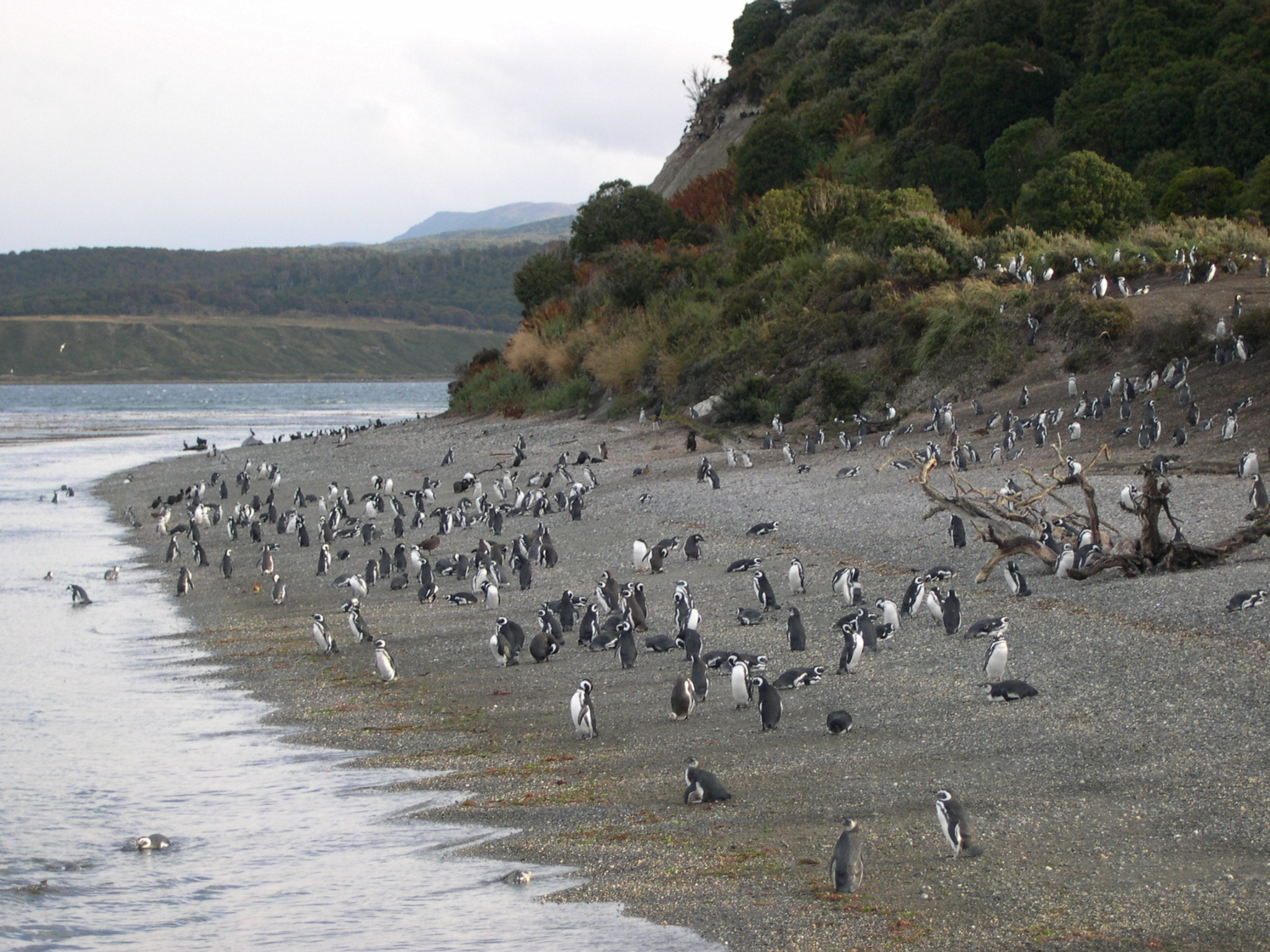
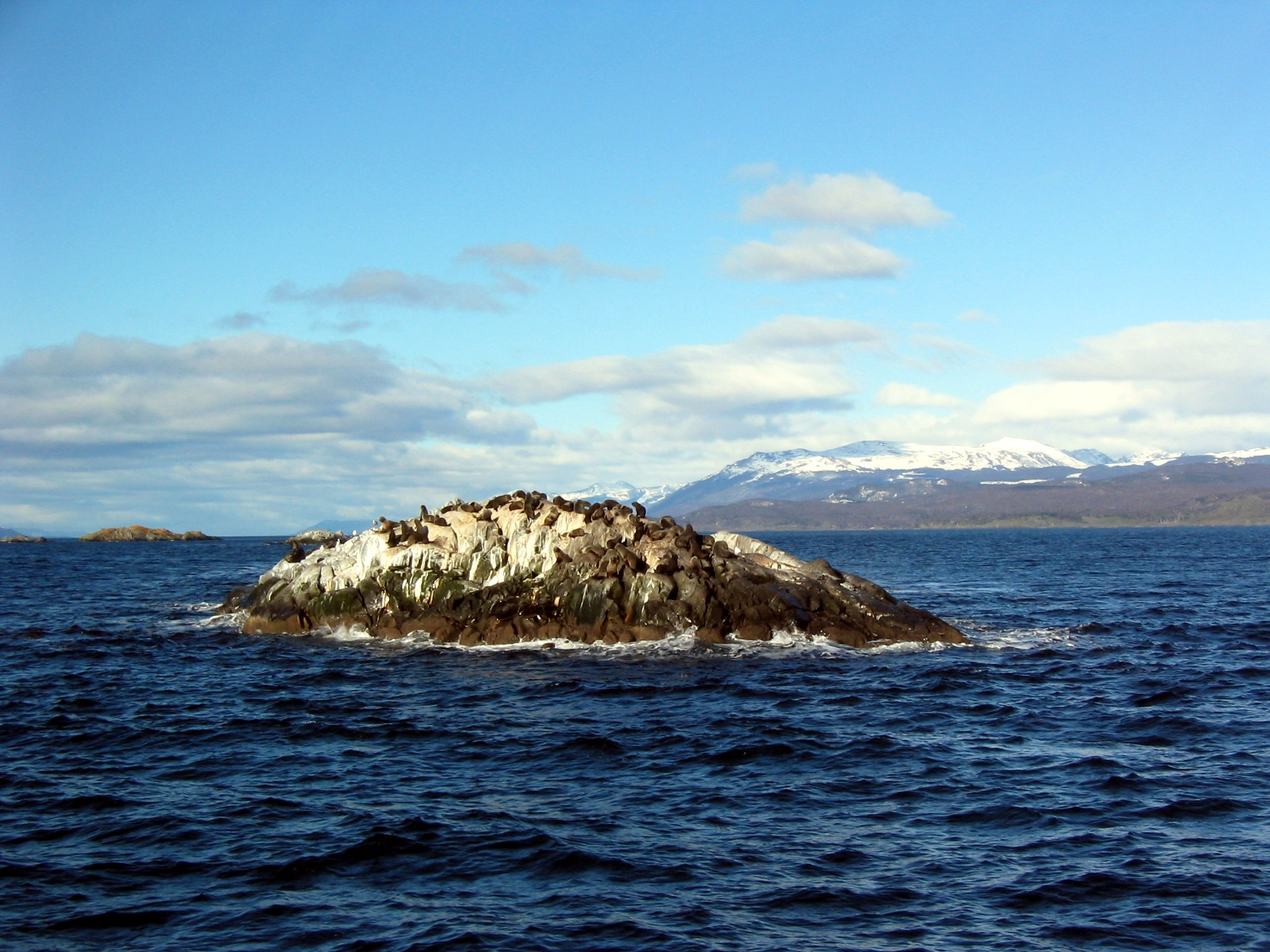